# Arma a distancia

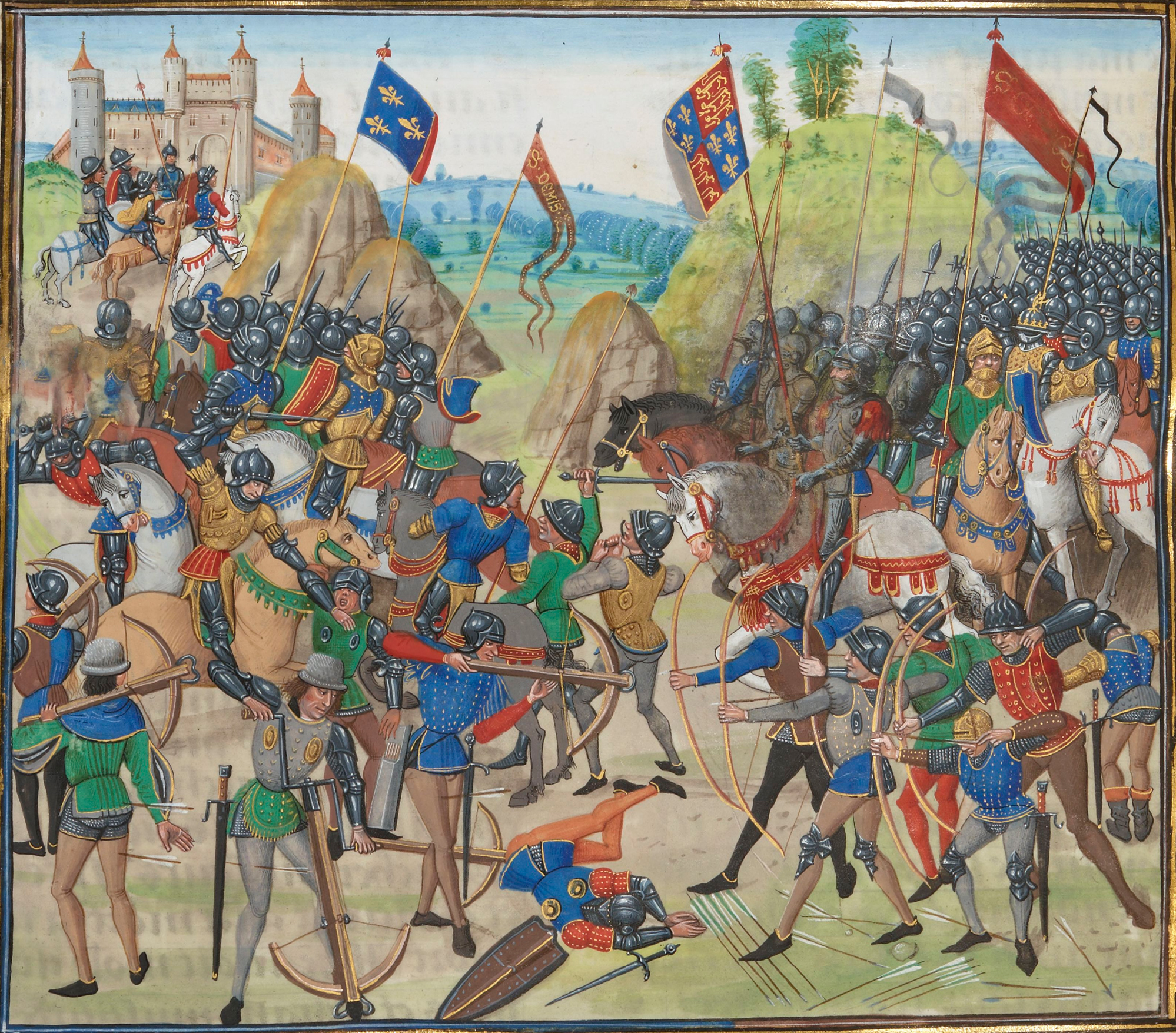
Una ilustración de época de la Batalla de Crécy. Los arqueros ingleses figuran en primer plano a la derecha, donde alejan a los ballesteros franceses.

Un arma a distancia es cualquier arma que puede atacar objetivos más allá de la distancia mano a mano, es decir, a distancias mayores que el alcance físico del arma misma. A veces se la denomina también arma de proyectiles o arma de misiles porque normalmente funciona lanzando proyectiles, aunque técnicamente un arma de energía dirigida (que no involucra proyectiles) es también un arma de alcance. Por el contrario, un arma destinada a ser utilizada en el combate cuerpo a cuerpo se llama arma de melé.
Las armas de distancia le dan al atacante una ventaja en el combate, ya que el objetivo a menudo es golpeado desde más allá del rango visual inmediato, y por lo tanto tiene menos tiempo para reaccionar y más dificultad para defenderse y devolver el golpe de manera efectiva. También pone distancia entre el atacante y el oponente, lo cual es una opción de combate más segura ya que el contacto físico cercano durante el combate cuerpo a cuerpo a menudo pone al atacante dentro del rango de ataque inmediato del contraataque enemigo, y por lo tanto en un riesgo igual de ser herido o muerto.
La línea entre las armas de distancia y las armas cuerpo a cuerpo no está del todo definida; por ejemplo, las lanzas, hachas, cuchillos y dagas pueden utilizarse tanto para lanzar como para golpear, dependiendo del propósito y de la situación; y un arma de distancia también puede utilizarse como arma cuerpo a cuerpo en encuentros cerrados, como un rifle que se utiliza para el cuerpo a cuerpo con su culata y una bayoneta fija, las pistolas pueden utilizarse como un martillo improvisado e incluso una flecha puede utilizarse para apuñalar en situaciones desesperadas.
Las primeras armas a distancia a menudo incluían armas específicamente diseñadas para ser lanzadas a mano como jabalinas, hondas y dardos, así como armas elásticas más complejas como hondas y arcos; y motores de asedio como lanzadores de piedras, catapultas, ballestas y fundíbulos. Estas armas de largo alcance eran extremadamente efectivas en el combate, especialmente cuando se usaban en masa, ya que daban al que las portaba la oportunidad de lanzar múltiples rondas de ataque antes de que un enemigo armado con armas de combate cuerpo a cuerpo o con misiles de corto alcance pudiera acercarse lo suficiente como para suponer una amenaza.
Después de la invención de la pólvora y el desarrollo de las armas de fuego, las armas de distancia neumáticas de tipo pistola se convirtieron en el arma dominante de elección en los conflictos armados, incluso en el combate cuerpo a cuerpo. En la guerra moderna, el armamento de distancia también se utiliza tanto táctica como estratégicamente en forma de artillería de largo alcance, cohetes y misiles guiados. El alcance máximo efectivo de un arma es la mayor distancia desde la que se puede disparar el arma mientras sigue infligiendo bajas o daños de forma constante.

## Listado de armas a distancia

### Prehistoria y Edad Antigua

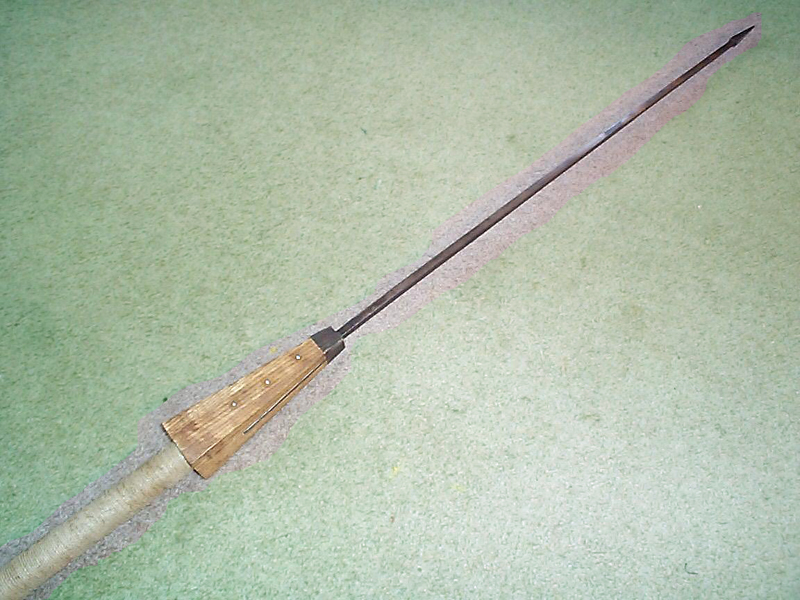
Reconstrucción de un pilum tras las Reformas de Mario

- Lanzado a mano
  - Atlatl
  - Bolas
  - Boomerang
  - Chakram
  - Dart
  - Kpinga
  - Jabalina / pilum
  - Kestros
  - Knobkierrie
  - Mbanja
  - Nzappa zap
  - Rungu
  - Honda
  - Lanza
  - Arco Suizo
  - Hacha arrojadiza
  - Cuchillo arrojadizo
  - Palos arrojadizos
  - Woomera
- Elásticas
  - Arco
  - Ballesta
    - Ballesta de repetición

  - Resortera
- Neumáticas
  - Cerbatana
- Arma de asedio
  - Catapulta / mangana
  - Fundíbulo
  - Onagro
  - Balista
    - Escorpión
    - Polybolos

### Edad Media
- Lanzado a mano
  - Shuriken
  - Kunai
- Elásticas
  - Arco largo inglés
- Neumáticas
  - Arma de fuego
    - Lanza de fuego

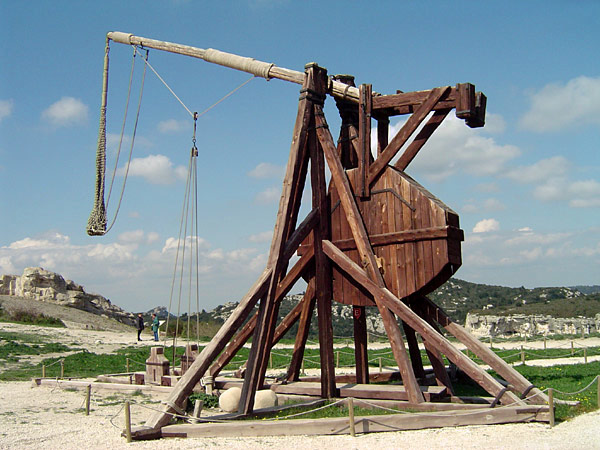
Fundíbulo en Château des Baux, Francia

    - Cañón de mano (e.g. Cañón de mano de Heilongjiang, Cañón de Xanadu)
    - Cetbang
    - Arcabuz
    - Tanegashima

  - Pedrero
- Impulsado por cohetes
  - Flecha de fuego
  - Huolongchushui
- Armas de asedio
  - Fundíbulo
  - Cañón
  - Bombarda
  - Mortero

### Armas de proyectiles de la Edad Moderna temprana
- Arma de aire comprimido (e.g. fusil Girandoni)
- Mosquete
  - Llave de rueda
  - Snaplock / snaphance / Llave de Miquelete
  - Doglock
  - Llave de chispa
  - Che Dian Chong
- Pistola
- Arma de muralla
- Cañón de campaña
- Culebrina
  - Hongyipao
- Mortero de mano
- Mortero Coehorn
- Zamburak
- Hwacha
- Pedrero de retrocarga
- Cañón de asedio (e.j.Cañón de los Dardanelos, Cañón del Zar)

### Armas de proyectil de la Edad Moderna tardía y contemporáneas

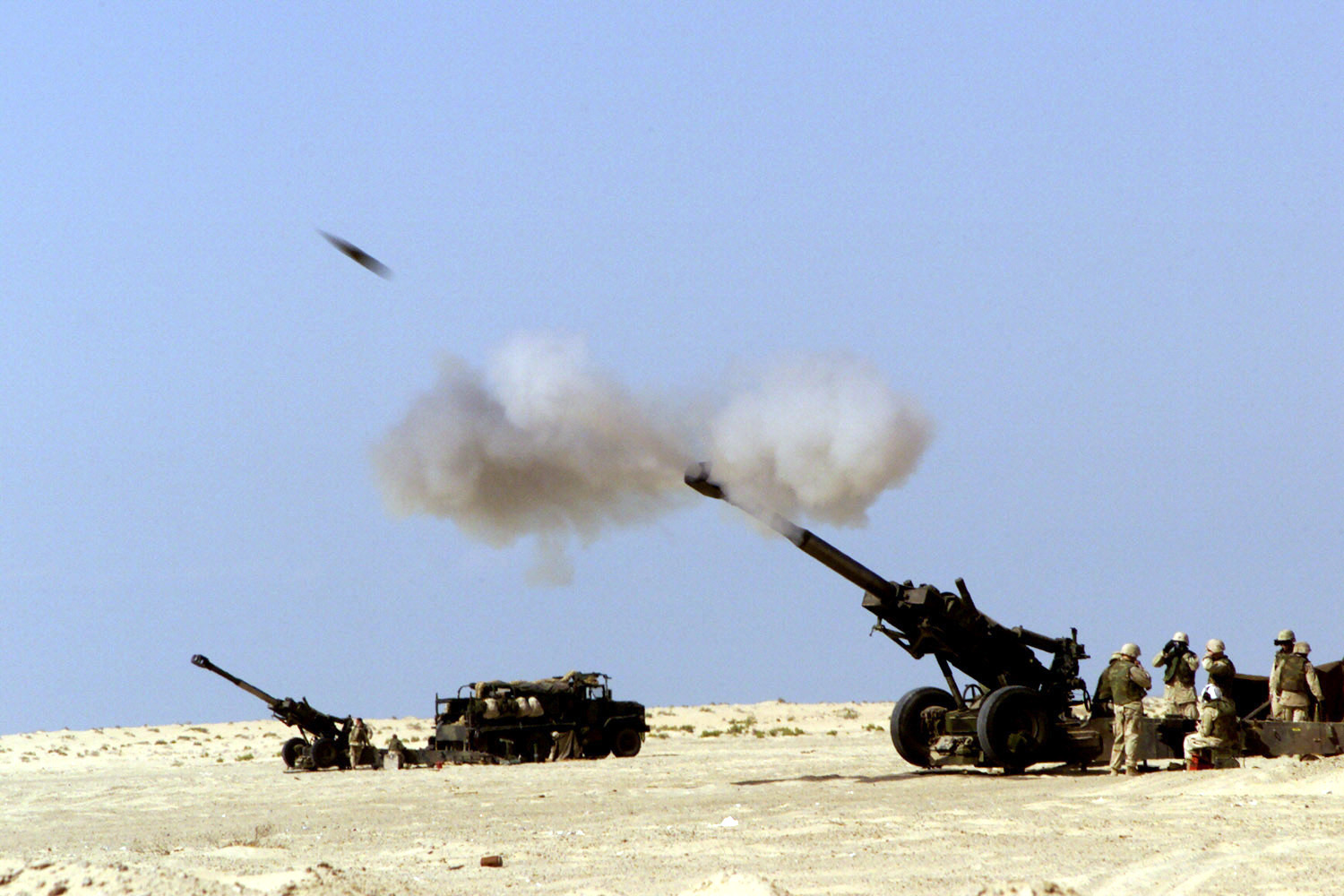
Obús M198

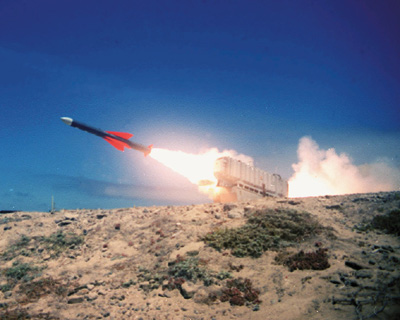
Misil Exocet en vuelo

La mayoría de las armas de proyectiles modernas entran en la categoría más amplia de fuego directo o indirecto, considerándose a menudo las primeras como armas de fuego y las segundas como artillería. Aunque algunas son lo suficientemente pequeñas y ligeras como para ser operadas por individuos (por ejemplo, las armas pequeñas y los lanzagranadas), la mayoría requieren un equipo para apuntar, mover o disparar.
- Armas ligeras
  - Arma de fuego corta
    - Derringer
    - Arma de armónica
    - Revólver
    - Pistola semiautomática
    - Pistola ametralladora

  - Arma de fuego larga
    - Escopeta
    - Fusil de avancarga
    - Fusil de repetición (e.j. Fusil revólver Colt, Carabina, Fusil de cerrojo, Fusil semiautomático, Fusil de combate, Fusil de asalto, etc)

  - Subfusil
  - Ametralladora ligera
  - Lanzagranadas
  - Lanzacohetes / Lanzamisiles
- Armas pesadas
  - Ametralladora media
  - Ametralladora de propósito general
  - Ametralladora pesada
  - Fusil antimaterial / Fusil antitanque
  - Cañón automático
  - Cañón sin retroceso
- Arma de fuego de cañón múltiple
  - Ametralladora Gatling
  - Minigun / XM214 Microgun
  - GAU-19
  - Cañón rotativo
  - GAU-8 Avenger
- Artillería de campaña
- Cañón de tanque
- Mortero
- Artillería de cohetes
  - Lanzacohetes multiple
- Misil guiado
  - Misil aire-aire
  - Misil aire-superficie
  - Misil antibuque
  - Cohete antisubmarino
  - Misil superficie-aire
    - Misil antibalístico

  - Arma antisatélite
  - Misil antitanque
  - Misil superficie-superficie
    - Misil balístico
      - Misil balístico táctico
      - Misil balístico de teatro de operaciones
      - Misil balístico de alcance intermedio
      - Misil balístico intercontinental
      - Misil balístico antibuque
      - Misil balístico lanzado desde submarino

    - Misil de crucero
- Torpedo

### Armas futuras/conceptuales
- Motor lineal de alta aceleración
  - Cañón de riel
  - Cañón Gauss

- Arma de energía dirigida

- - Electrolaser
  - Proyectil de energía pulsada
  - Dazzler
  - Arma de particulares
  - Arma de microondas
  - Arma sónica